# 391

## Hlavy států
- Papež – Siricius (384–399)
- Římská říše – Theodosius I. (východ) (379–395), Valentinianus II. (západ) (375–392)
- Perská říše – Bahrám IV. (388–399)